# Gianantonio Della Beretta
Gianantonio Della Beretta (Milano, 15 luglio 1733 – Lodi, 16 febbraio 1816) è stato un vescovo cattolico italiano.

## Biografia
Di origine nobiliare (era figlio di Irene Teresa e Carlo Fabrizio della Beretta), fu eletto vescovo di Lodi il 14 febbraio 1785.
Nel 1797 dovette subire l'esilio dalla propria diocesi dal momento che si era rifiutato di giurare fedeltà alla costituzione della Repubblica Cisalpina, ma fece ritorno nella propria sede episcopale già dal 1799 con la restaurazione degli austro-russi.
Dopo la costituzione del Regno d'Italia sotto il dominio francese, venne nominato barone dell'Impero francese da Napoleone Bonaparte.

## Genealogia episcopale
La genealogia episcopale è:
- Cardinale Scipione Rebiba
- Cardinale Giulio Antonio Santori
- Cardinale Girolamo Bernerio, O.P.
- Arcivescovo Galeazzo Sanvitale
- Cardinale Ludovico Ludovisi
- Cardinale Luigi Caetani
- Cardinale Ulderico Carpegna
- Cardinale Paluzzo Paluzzi Altieri degli Albertoni
- Papa Benedetto XIII
- Papa Benedetto XIV
- Papa Clemente XIII
- Cardinale Antonio Eugenio Visconti
- Vescovo Gianantonio Della Beretta